# Тулиголово (Кролевецкий район)
Тулиголово (укр. Тулиголове) — село,
Тулиголовский сельский совет,
Кролевецкий район,
Сумская область,
Украина.
Код КОАТУУ — 5922687701. Население по переписи 2001 года составляло 1464 человека.
Является административным центром Тулиголовского сельского совета, в который не входят другие населённые пункты.

## Географическое положение
Село Тулиголово находится на берегу реки Реть,
выше по течению на расстоянии в 5 км расположено село Ярославец,
ниже по течению на расстоянии в 5 км расположено село Быстрик.
На реке большая запруда.
К селу примыкает большой лесной массив (сосна).
Рядом проходит автомобильная дорога М-02 (E 101).

## Происхождение названия
Село славилось особым сортом яблок — «тулиголовка».
На территории Украины 2 населённых пункта с названием Тулиголово.

## История
- Село Тулиголово основано в первой половине XVII века.
- Вблизи села обнаружено городище времён Киевской Руси.
- Первые письменные упоминания о селе относятся к концу XVI—XVII века. Село нанесено на карту Малороссии, составленную в начале XVII века французским инженером Бопланом, который в то время бывал на Украине.
- В течение веков Тулиголовое, как и многие поселения Сиверщины, несло бремя междоусобиц, битв, освободительных восстаний, в которых не последнюю роль играли и казаки Тулиголво. Но в мирное время, как свидетельствуют археологические находки, занимались гончарством, земледелием. Распространённым занятием было изготовление валенок.
- С 1782 года Тулиголовое — волостной центр. Тулиголовская волость входила в состав Глуховского уезда Новгород-Северского наместничества, с 1796 года Малороссийской, а с 1802 года — Черниговской губернии.
- С конца XVII века Тулиголовое перешло во владение местных помещиков Лозовский, Литвинчук, и других, хотя эти факты документально не подтверждены, как и не подтверждено, что крестьяне были крепостными.
- По рассказам старожилов, в деревне проживали вольные казаки и государственные крестьяне. В XIX веке было две церкви — Преображенская (деревянная) и Успения Пресвятой Богородицы (кирпичная). Первая в селе церковно-парафиянская школа была открыта в доме дьяка в 70-х годах XIX века. Известно также, что в селе действовало Тулиголовское народное училище.
- В начале XX века (до революции 1917 года) в селе насчитывалось более 800 частных крестьянских хозяйств. Жители села кроме земледелия, занимались и другими работами и ремёслами. К тому времени в селе работала паровая мельница дворянина Литвинчука и две мельницы братьев: дворянина Иосифа Яковлевича Головни и дворянина Фёдора Антоновича Головни. Достаточно действовало и ветровых мельниц, была маслобойня. Занимались селяне и смолокурением, а также шили сапоги из кожи домашней выделки. А женщины в то время ткали полотно из собственного конопляного сырья. Была налажена в деревне и торговля.
- С 1923 по 1926 годы Тулиголовое было районным центром.
- На фронтах Великой Отечественной войны воевали 421 житель села, 177 жителей насильно вывезли в Германию, 38 погибли на родной земле во время оккупации, уроженец села Григорий Меншун стал Героем Советского Союза.

## Экономика
- «Тулиголовское», ООО.

## Объекты социальной сферы
- Школа.

## Религия
- Церковь Успения Богородицы, построена в 1656 году. Священнослужители Успенской церкви[2]:
  - 1795 — священник Максим Фомич
  - 1843 — священник Иван Барзаковский
  - 1881—1888 — священник Пётр Введенский
  - 1898 — священник Виктор Элланский

- Преображенская церковь, построена до 1795 года. Священнослужители Успенской церкви[2]:
  - 1795 — священник Пётр Кирилович
  - 1843 — священник Семён Базилевич
  - 1881—1888 — священник Прокоп Ивашутич